# Дорога Клавдія Августа

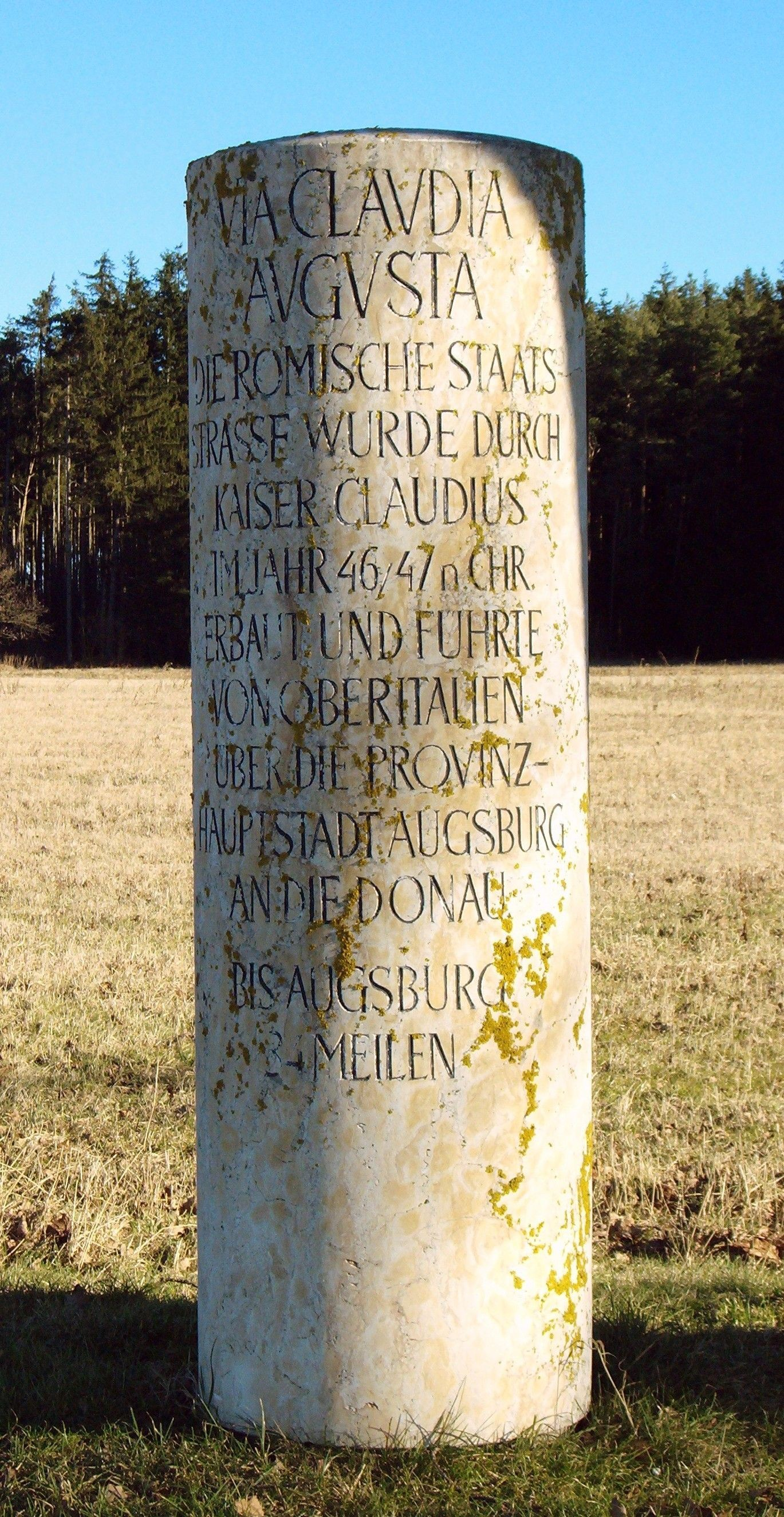
Сучасна репліка міліарія поблизу Унтердіссена, Баварія

Дорога Клавдія Августа (лат. Via Claudia Augusta) — римська дорога, що йшла з долини річки По через Альпи в провінції Реція та Норік (теперішня Південна Німеччина).
Дорога збудована в 15 р. до н.е. полководцем Друзом за правління імператора Августа.
Була розширена в 47 році н.е. імператором Клавдієм, звідки й отримала свою назву.
Мала довжину близько 350 миль (520 км), і розділялась на два розгалуження -  Claudia Augusta Padana та Claudia Augusta Altinate.